# Manche
Manche ( fransk udtale ?) er et fransk departement i regionen Normandie. Hovedbyen er Saint-Lô, og departementet har 481.471 indbyggere (pr. 1999).
Der er 4 arrondissementer, 27 kantoner og 477 kommuner i Manche.
Departementet har navn efter La Manche, det franske navn for den Engelske Kanal.
- Wikimedia Commons har flere filer relateret til Manche

49°03′N 1°15′V / 49.05°N 1.25°V